# Roberto Beltrán
Roberto Beltrán (Buenos Aires, 17 de junio de 1916 – Ibidem, 2 de julio de 1971), cuyo nombre de nacimiento era León Zucker, también escrito Zuker, y tenía el apodo de Leoncito, fue un cantor argentino dedicado al género del tango que actuó en diversas orquestas, recordándose especialmente su paso por el conjunto de Edgardo Donato. Era hermano del actor Marcos Zucker.

## Primeros años y actividad profesional
Nació en una familia de origen judío en pleno centro de Buenos Aires y creció en el barrio porteño del Abasto, a metros de la casa de Carlos Gardel. De adolescente practicaba boxeo en un club del barrio de Almagro en el que también lo hacía el popular boxeador Justo Suárez (1909-1938). Como al mismo tiempo era aficionado al canto, se inclinó finalmente por este y cuando tenía 20 años debutó con el nombre de Leoncito Zucker, en el café La Victoria, situado en la Avenida Corrientes al 5500 en el barrio de Villa Crespo.
En ese trabajo trabó amistad con el joven bandoneonista Enrique Alessio, quien en 1938 lo invitó a un ensayo de la primera orquesta formada por Osvaldo Pugliese que integraba como primer bandoneonista. En esa ocasión el director lo escuchó cantar y de inmediato lo incorporó a su orquesta en reemplazo de Mario Durée que se había desvinculado hacía poco tiempo del conjunto.
Debutó con Pugliese con el nombre artístico que usó en durante el resto de su carrera profesional. Había sido su amigo Celedonio Flores quien, según dicen, le aconsejó: “Si querés cantar tango no podes llamarte León ni Zucker”. Con Pugliese estuvo un año y fue reemplazado por Amadeo Mandarino. Luego, integró por dos años la orquesta del violinista Alberto Pugliese y a continuación ingresó a la de Emilio Orlando en la cual, teniendo como compañero en el canto a Edmundo Rivero, actuó en el Palermo Palace y tuvo una importante actividad en LR1 Radio El Mundo hasta que fue reemplazado por Alberto Marino.
En 1942 ingresó a la orquesta dirigida por el pianista Atilio Bruni y en 1944 pasó a la de Tito Ribero En 1945, Osvaldo Donato formó orquesta propia a la que llevó la mayoría de sus músicos por lo que Edgardo Donato organizó entonces una nueva formación con Ernesto Rossi como primer bandoneón y arreglador, Julián Plaza, Veseiro y Conti en bandoneón, Rolando Curzel como primer violín, Bernardo Blas en piano, Domingo Donnaruma en bajo y los cantores Alberto Podestá y Roberto Beltrán, a los que luego se agregó Pablo Lozano. En ese año dejó el sello Víctor para pasar a grabar para Pampa. Ese año Beltrán registró  "Portero suba y diga" y al mismo tiempo trabajaba por radio con un cuarteto conducido por Eduardo Rovira. Luego actuó con la orquesta de Ricardo Pedevilla en el Tango Bar, en la de Roberto Dimas y, desde 1950, en el  fue cantor del cuarteto típico Victoria que conducía Alberto Pugliese. 
En 1953 la censura por razones políticas alcanzó a Beltrán, ya que a raíz de una denuncia anónima que lo acusaba de haber insultado la memoria de Eva Perón quedó imposibilitado de trabajar y debió exiliarse en Brasil hasta el derrocamiento de Juan Domingo Perón en 1955.
De vuelta en Argentina en 1956 actuó en distintos locales de Buenos Aires acompañado desde el piano por Lucio Demare. En 1959, actuó en Radio del Pueblo con un sexteto encabezado por Armando Lacava y acompañado por la orquesta dirigida por Miguel Nijensohn.
Falleció en Buenos Aires el 2 de julio de 1971. 

## Problema con la censura
A partir de 1943 dentro de una campaña iniciada por la dictadura militar de 1943 que obligó a suprimir el lenguaje lunfardo, como así también cualquier referencia a la embriaguez o expresiones que en forma arbitraria eran consideradas inmorales o negativas para el idioma o para el país, así, por ejemplo, se prohibió la emisión por radio de Cafetín de Buenos Aires por su supuesto pesimismo y por la comparación entre el cafetín y la madre.
Las restricciones continuaron al asumir el gobierno constitucional del general Juan Domingo Perón y en 1949 directivos de Sadaic le solicitaron al administrador de Correos y Telecomunicaciones en una entrevista que se las anularan, pero sin resultado. Obtuvieron entonces una audiencia con Perón, que se realizó el 25 de marzo de 1949, y el presidente –que afirmó que ignoraba la existencia de esas directivas- las dejó sin efecto.
En enero de 1950 SADAIC cuestionó a Radio El Mundo por aplicar criterios restrictivos sobre los temas de las canciones. En 1952 la entidad de los autores acordó con las autoridades una lista de canciones populares que por razones de buen gusto o decoro idiomático no debían pasarse por radio. Opina al respecto el escritor Oscar Conde que en definitiva, SADAIC no cuestionaba la censura en sí misma sino quién la aplicaba. En octubre de 1953 se aprobó la Ley de Radiodifusión n.º 14 241 que no tenía previsiones sobre el uso del lenguaje popular en radio pero las restricciones en alguna medida continuaron.
Cuando Roberto Beltrán grabó con la orquesta de Edgardo Donato en 1945 el tango Portero suba y diga (compuesto en 1928, música de Eduardo de Labar y letra de Luis César Amadori) debió cambiar la letra, sustituyendo “el mal que ha hecho en mi vida su traición” por “el mal que ha hecho a mi pobre corazón”, cambiando “si es cierto que arrastraba mi cariño con esos niños en esta garçoniere” por “si es cierto que burlaba mi cariño agotando la ilusión de este querer”, poniendo en lugar de “Y diga a esos maulas”, “Y diga a esa gente” y, finalmente, cambiando “yo he venido a cobrarle su traición” por “Yo he venido a reprochar su mala acción”.